# Diecezja Reconquista
Diecezja Reconquista (łac. Dioecesis Reconquistensis) – diecezja Kościoła rzymskokatolickiego w Argentynie. Należy do metropolii Santa Fe.

## Historia
11 lutego 1957 roku papież Pius XII bullą Quandoquidem Adoranda erygował diecezję Reconquista. Dotychczas wierni z tym terenów należeli do archidiecezji Santa Fe.
10 kwietnia 1961 roku diecezja utraciła część swych terenów na rzecz nowo powstającej diecezji Rafaela.

## Ordynariusze
- Juan José Iriarte (1957 - 1984)
- Fabriciano Sigampa (1985 - 1992)
- Juan Rubén Martinez (1994 - 2000)[2]
- Andrés Stanovnik, OFMCap. (2001 - 2007)[3][4]
- Ramón Alfredo Dus (2008 - 2013)[5][6]
- Ángel José Macín (od 2013)[7]